# دوك كوكس (مقدم تلفزيوني)
دوك كوكس (بالإنجليزية: Doc Cox)‏ هو مقدم تلفزيوني بريطاني، ولد في 1 يوليو 1946.

## وصلات خارجية
- دوك كوكس على موقع IMDb (الإنجليزية)
- دوك كوكس على موقع ميوزك برينز (الإنجليزية)
- دوك كوكس على موقع ديسكوغز (الإنجليزية)